# 과체중
과체중(過體重)은 체중이 너무 많은 것으로 건강한 표준 체중과 비만의 중간 상태이다.
과체중이 되어 살이 찌면 뱃살, 허리둘레, 엉덩이 둘레가 늘어나고, 걸을 때마다 뱃살이 흔들리고 가끔씩 윗옷과 바지 사이로 살이 비어져 나온다. 또한 팬티를 입으면 뱃살이 팬티 위로 흘러넘치는 기분이 들 때도 있다.
비만 전 단계인 과체중은 WHO에선 체질량 지수 25, 비만은 30으로 정하는데, 
대한비만학회는 이보다 더 엄격하다
23을 초과하면 과체중으로 보고, 25를 초과하면 비만으로 분류한다. 주로 정상체중이었다가 과체중이 되면 빠른 시일내에 경도비만이 된다.
이쯤인 23-25는 옷만 잘 입으면 뱃살을 감출수 있지만, 이미 상당히 위험하고 비만하다고 볼 수 있다
허리둘레
남성 허리둘레 90cm 이상, 여성 허리둘레 85cm 이상이면 복부비만으로 분류할 수 있는데, 청소년 층은 허리-엉덩이 비율이 .90이면 복부비만이다

## 체질량 지수에 따른 구분
체질량 지수로는 25이상 30미만 (한국에서는 23이상 25미만)이다.

## 브로카 변법에 따른 구분
브로카 변법에 따르면, 자기 몸무게가 적정 몸무게보다 10% - 19% 일 때, 과체중이다.

## 같이 보기
- 저체중